# Kachaleh Gerd
Kachaleh Gerd (persiska: كچله گرد, كَچَل گِرد, كَچلِه جِرد, كَچلِه گِرد) är en ort i Iran.   Den ligger i provinsen Qazvin, i den nordvästra delen av landet, 140 km väster om huvudstaden Teheran. Kachaleh Gerd ligger 1 222 meter över havet och antalet invånare är 852.
Terrängen runt Kachaleh Gerd är platt, och sluttar österut. Runt Kachaleh Gerd är det ganska tätbefolkat, med 108 invånare per kvadratkilometer. Närmaste större samhälle är Tākestān, 18,6 km nordväst om Kachaleh Gerd. Trakten runt Kachaleh Gerd består till största delen av jordbruksmark.